# GT Advance 3: Pro Concept Racing
GT Advance 3: Pro Concept Racing (conhecido como Advance GTA 2 no Japão) é um jogo de corrida desenvolvido por MTO e publicado pela THQ para o Game Boy Advance. Ele foi lançado no Japão em 26 de abril de 2002, na América do Norte em 6 de fevereiro de 2003, e na Europa no dia 23 de Maio, 2003. Ele é a continuação do GT Advance 2: Rally Racing, fortemente baseada na jogabilidade do GT Advance Championship Racing, e o terceiro jogo da série GT Advance.

## Jogabilidade
O jogo teria uma mistura dos dois primeiros jogos da série—que tem a cidade de ambientes e ruas pavimentadas do primeiro jogo, mas o motor de física é escorregadio, muito semelhante à segunda, alterando a estratégia drasticamente a partir do GT Advance Championsip Racing. Há 97 carros disponíveis, e todos são personalizáveis. Também adicionado ao jogo é o "Drift Combo", é um modo em que o jogador precisa fazer derrapagens em um certo número de vezes dentro de um tempo limite para desbloquear um carro novo.

## Desenvolvimento
GT Advance 3: Pro Concept Racing foi anunciado pela primeira vez em 27 de novembro, em 2002, para ser em desenvolvimento. Em 3 de fevereiro de 2003, a THQ divulgou informações atualizadas sobre o jogo junto com capturas de tela, mostrando o jogo de maior poder gráfico através de seus antecessores.

## Recepção
A recepção crítica foi positiva. A GameSpot deu ao jogo de 8,1 dos 10, dizendo: "de modo Geral, GT Advance 3: Pro Concept Racing é um excitante versão original do GT Avanço que foi lançado quando o Game Boy Advance, lançado em junho de 2001." IGN deu ao jogo um 8,5 de 10, relatórios, "Este é, essencialmente, o "pedido de desculpas" nós estávamos esperando da THQ." IGN anotado em sua avaliação, no entanto, que outros jogos de gba como Colin McRae Rally 2.0 e Moto Racer Advance têm melhores sistemas gráficos.